# Segelfluggelände Rastatt

i7
i11
i13
Das Segelfluggelände Welzheim liegt in der Stadt Rastatt im Landkreis Rastatt in Baden-Württemberg, etwa 1,5 km nördlich des Zentrums von Rastatt.

## Flugbetrieb
Das Segelfluggelände ist mit einer 900 m langen und 30 m breiten Start- und Landebahn aus Gras (Richtung 05/23) ausgestattet. Es besitzt eine Betriebszulassung für Segelflugzeuge, Motorsegler, Luftsportgeräte und Schleppflugzeuge. Segelflugzeuge starten per Flugzeugschlepp oder Windenstart. Starts und Landungen von platzfremden Luftfahrzeugen bedürfen der vorherigen Zustimmung des Platzhalters (PPR). Der Halter und Betreiber des Segelfluggeländes ist die Luftsportgruppe Rastatt e. V.